# Station Servon
Station Servon is een spoorweghalte in de Franse gemeente Servon-sur-Vilaine. Zij wordt bediend door treinen van het netwerk TER Bretagne op het traject Rennes - Vitré.